# اندیس یورت بابا
یورت بابا یک اندیس فلزی است که در حوالی شهر علی آباد استان سمنان قرار دارد و مادهٔ معدنی موجود در آن، سرب و روی است.  